# Ralph Dohrmann
Ralph Dohrmann (geboren 1963 in Bederkesa) ist ein deutscher Schriftsteller.   

## Leben
Ralph Dohrmann wuchs in Bremen auf und arbeitete unter anderem als Reiseführer in Mexiko und Guatemala. 1998 veröffentlichte er einen ersten Band mit Erzählungen. Sein Debütroman Kronhardt stand 2013 auf der Shortlist zum Preis der Leipziger Buchmesse. In seinem zweiten Roman Eine Art Paradies reflektiert er den Einfluss der digitalen Welt auf das soziale Leben, die kulturkritische Botschaft kam allerdings beim Rezensenten der FAZ, Tobias Döring, nicht an.

## Werke
- Eine Art Paradies. Roman. Zürich : Arche, 2015
- Kronhardt. Berlin : Ullstein, 2012
- Perros: Erzählungen aus Mexiko und einer unglaublichen Wirklichkeit = Hunde. Delmenhorst : Der Neue! Verlag, 1998